# Halowe Mistrzostwa Czech w Lekkoatletyce 2010
Halowe Mistrzostwa Czech w Lekkoatletyce w 2010 – halowe zawody lekkoatletyczne organizowane przez Český atletický svaz, które odbyły się 27 i 28 lutego w Pradze. Czempionat był dla czeskich zawodników ostatnią szansą do zdobycia minimum i zakwalifikowania się do składu reprezentacji Czech na halowe mistrzostwa świata w Katarze.

## Rezultaty
| PB - rekord życiowy \| SB - najlepszy wynik w sezonie \| NR – halowy rekord kraju |

### Mężczyźni
| Konkurencja:              | 1. miejsce                                                        | Rezultat    | 2. miejsce                                                     | Rezultat   | 3. miejsce                                                                    | Rezultat        |
| Bieg na 60 m              | Libor Žilka                                                       | 6,66 SB     | Pavel Maslák                                                   | 6,81       | Rostislav Šulc Petr Lichý                                                     | 6,93 SB 6,93 PB |
| Bieg na 200 m             | Josef Prorok                                                      | 21,39 PB    | Pavel Maslák                                                   | 21,43      | Theodor Jareš                                                                 | 21,80 PB        |
| Bieg na 400 m             | Jiří Vojtík                                                       | 47,16 SB    | Pavel Jiráň                                                    | 47.48      | Petr Szetei                                                                   | 47,65 SB        |
| Bieg na 800 m             | Jakub Holuša                                                      | 1:49,09     | Martin Hošek                                                   | 1:50,61 PB | Martin Hrstka                                                                 | 1:51,66 SB      |
| Bieg na 1500 m            | Tomáš Bednář                                                      | 3:47,73     | Jakub Živec                                                    | 3:47,81    | Michal Šneberger                                                              | 3:52,35 SB      |
| Bieg na 3000 m            | Petr Mikulenka                                                    | 8:19,39 SB  | Lukáš Kourek                                                   | 8:22,61 PB | Tomáš Belada                                                                  | 8:29,74         |
| Bieg na 60 m przez płotki | Petr Svoboda                                                      | 7,44 NR, PB | Pavel Sedlák                                                   | 8,00       | Tomáš Kavka                                                                   | 8,04            |
| Sztafeta 4 × 400 m        | Slavia Praga Michal Uhlík Martin Čapek Theodor Jareš Josef Prorok | 3:13,59     | Olymp Praga Jiří Vojtík Tomáš Matyska Martin Hošek Pavel Jiráň | 3:17,19    | Hvězda Pardubice Miroslav Vinkler Aleš Voborník Tomáš Netolický Martin Hrstka | 3:24,46         |
| Skok wzwyż                | Jaroslav Bába                                                     | 2,25        | Jan Sommerschuh                                                | 2,10       | Marek Navrátil                                                                | 2,05 PB         |
| Skok o tyczce             | Michal Balner                                                     | 5,76 PB     | Jan Kudlička                                                   | 5,55       | Štěpán Janáček                                                                | 5,45 SB         |
| Skok w dal                | Roman Novotný                                                     | 7,75        | Štěpán Wagner                                                  | 7,73       | Svatoslav Ton                                                                 | 7,34 SB         |
| Trójskok                  | Roman Novotný                                                     | 14,91 SB    | Jiří Vondráček                                                 | 14,91 PB   | Tomáš Nevtípil                                                                | 14,70           |
| Pchnięcie kulą            | Remigius Machura                                                  | 18,87 SB    | Vladislav Tuláček                                              | 18,13 PB   | Ladislav Prášil                                                               | 17,89 PB        |
| Siedmiobój                | Pavel Baar                                                        | 5580 PB     | Adam Nejedlý                                                   | 5535       | Jaroslav Hedvičák                                                             | 5381            |

### Kobiety
| Konkurencja:              | 1. miejsce                                                                  | Rezultat   | 2. miejsce                                                                            | Rezultat   | 3. miejsce                                                                      | Rezultat   |
| Bieg na 60 m              | Iveta Mazáčová                                                              | 7,38 PB    | Kateřina Čechová                                                                      | 7,41 SB    | Monika Táborská                                                                 | 7,58       |
| Bieg na 200 m             | Kateřina Čechová                                                            | 24,03 PB   | Zuzana Hejnová                                                                        | 24,07 PB   | Zuzana Bergrová                                                                 | 24,40 PB   |
| Bieg na 400 m             | Denisa Rosolová                                                             | 53,34      | Jitka Bartoničková                                                                    | 54,15      | Kristina Volfová                                                                | 55,15 PB   |
| Bieg na 800 m             | Tereza Čapková                                                              | 2:07,50    | Jana Melichová                                                                        | 2:09,91 SB | Markéta Krejčí                                                                  | 2:12,39    |
| Bieg na 1500 m            | Lenka Masná                                                                 | 4:18,86 PB | Marcela Lustigová                                                                     | 4:18,99    | Květa Pecková                                                                   | 4:33,43    |
| Bieg na 3000 m            | Květa Pecková                                                               | 9:35,28 PB | Martina Bařinová                                                                      | 9:36,77 PB | Lucie Sekanová                                                                  | 9:51,31 SB |
| Bieg na 60 m przez płotki | Lucie Škrobáková                                                            | 8,06       | Jana Korešová                                                                         | 8,44       | Lenka Lepičová                                                                  | 8,56 SB    |
| Sztafeta 4 × 400 m        | USK Praga Kristýna Skřenková Radka Stružková Zuzana Bergrová Zuzana Hejnová | 3:50,05    | Hvězda Pardubice Kateřina Ulrichová Markéta Krejčí Lenka Švábíková Veronika Jelínková | 3:51,72    | Olymp Praha Veronika Vojtíková Tereza Straková Veronika Šťastná >Jana Sajdoková | 3:53,04    |
| Skok wzwyż                | Oldřiška Marešová                                                           | 1,90 SB    | Iva Straková                                                                          | 1,87       | Barbora Laláková                                                                | 1,84       |
| Skok o tyczce             | Jiřina Ptáčníková                                                           | 4,56       | Pavla Rybová                                                                          | 4,25       | Romana Maláčová                                                                 | 4,00       |
| Skok w dal                | Jana Korešová                                                               | 6,21       | Eliška Klučinová                                                                      | 5,99       | Naďa Zikmundová                                                                 | 5,98 PB    |
| Trójskok                  | Martina Šestáková                                                           | 13,69      | Lucie Májková                                                                         | 12,78 SB   | Barbora Lacigová                                                                | 12,52 PB   |
| Pchnięcie kulą            | Jana Kárníková                                                              | 15.96      | Romana Grómanová                                                                      | 14.69 PB   | Andrea Valešová                                                                 | 14.52 SB   |
| Pięciobój                 | Jana Korešová                                                               | 4269 PB    | Eliška Klučinová                                                                      | 4227 PB    | Hana Kavínová                                                                   | 3730       |